# NGC 676
NGC 676 è una galassia lenticolare situata nella costellazione dei Pesci, a una distanza di circa 59 milioni di anni luce dalla nostra Via Lattea.

## Scoperta
NGC 676 è stata scoperta il 30 settembre 1786 dall'astronomo britannico di origine tedesca William Herschel.

## Descrizione
NGC 676 presenta una larga riga a 21 cm dell'idrogeno neutro; è una galassia attiva del tipo Seyfert 2.

## Gruppo di NGC 676
NGC 676 fa parte di un gruppo di galassie che porta il suo nome e che conta almeno tre galassie. Le due altre galassie del Gruppo di NGC 676 sono NGC 693 e NGC 718.